# Malaya frita
La malaya frita, o malaya dorada, es un plato típico de la gastronomía del Perú, especialmente de la arequipeña donde se consume en las picanterías. Se conoce desde los inicios de la época republicana. A pesar de llamarse malaya, no tiene relación directa con Malasia.
Consiste en una pieza de carne conocida como malaya, también llamada falda, que primero se cuece con una variedad de verduras, como pueden ser apio, cebolla y ajo. Posteriormente la carne es retirada del caldo y condimentada con ají especial y especias variadas; una vez macerada la malaya se procede a freírla hasta obtener una carne crujiente por fuera y suave por dentro. Se acompaña de arroz blanco, patatas cocidas y salsa criolla.